# Totally Spies! - Che magnifiche spie!
Totally Spies! - Che magnifiche spie! (Totally Spies!) è una serie animata franco-canadese creata da Vincent Chalvon-Demersay e David Michel e prodotta dalla francese Marathon Media e dalla canadese Image Entertainment Corporation. Lo stile di disegno è basato su quello degli anime e le protagoniste sono tre ragazze del liceo, e in seguito universitarie, Sam, Clover e Alex, che lavorano come spie per l'Organizzazione Mondiale per la Protezione Umana (in originale "World Organization of Human Protection"), abbreviato in WOOHP.
La serie è stata trasmessa per la prima volta dal 3 novembre 2001 su ABC Family negli Stati Uniti, mentre in Francia ha debuttato il 3 aprile dell'anno seguente su TF1. La serie si concluse il 18 febbraio 2008 con il finale della quinta stagione, ma fu in seguito ripresa per una sesta stagione, trasmessa nel 2013, ed una settima, trasmessa dal 2024 su Gulli. Nel luglio del 2009 ha approdato nelle sale francesi un film che racconta di come le ragazze si sono conosciute e sono diventate spie.
In Italia la serie è stata mandata in onda in prima visione assoluta dal 3 marzo 2003 su Italia 1, che ha trasmesso la serie fino alla quarta stagione. Il film è andato in onda il 25 dicembre 2010 su Super!, che a partire dal 18 marzo 2012 trasmette la serie in chiaro tra repliche e inediti. La settima stagione è trasmessa su Cartoon Network dal 25 novembre 2024.

## Trama
La serie si incentra sulle avventure di tre ragazze, Sam, Clover e Alex, che conducono la doppia vita di liceali (universitarie dalla quinta stagione) e spie della WOOHP. Le ragazze vengono puntualmente contattate dal capo dell'organizzazione, Jerry Lewis, per risolvere crimini e crisi che avvengono in giro per il mondo. Dalla quinta stagione le ragazze iniziano a frequentare l'università di Malibù. Dalla settima stagione, le protagoniste si trasferiscono a Singapore, dove frequentano una nuova scuola, l'AIYA Academy, in cui ritroveranno anche la loro vecchia nemesi Mandy, che era stata in passato una spia della WOOHP, ma che aveva deciso di farsi cancellare la memoria poiché non adatta alla vita da spia. Ma la ragazza è pronta a tornare in azione avendola recuperata e pretende il reintegro nell'agenzia di spionaggio.

## Personaggi
- Samantha "Sam" Simpson: è una spia, ha lunghi capelli arancioni, occhi verde smeraldo e pelle chiara. Indossa una tuta verde in missione. È la più intelligente, razionale, avventurosa e matura delle altre è anche la leader del gruppo, si dimostra sempre molto interessata ad apprendere nuove conoscenze, anche se molto spesso viene disturbata da Alex e, in particolare, da Clover. Le piace molto uscire con le amiche, ma durante le missioni si mostra sempre seria. Usa la sua intelligenza per escogitare piani e diversivi con cui riescono a sconfiggere i criminali, fermare i loro piani o scappare dalle trappole. Come Clover e Alex, le piace fare shopping e andare nei saloni di bellezza, ma prende sempre lo studio e i suoi doveri di spia molto seriamente. Non è molto interessata ai ragazzi, ma nella serie la si vede perdere la testa per loro qualche volta, anche se in realtà è innamorata di David, ricambiata. Le piace scrivere, apprendere e il suo cibo preferito sono i calamari. Discende da un'antica dinastia di donne guerriere conosciute come "La Sorellanza". Doppiata da Claire Guyot (francese), Jennifer Hale (inglese), Alessandra Karpoff  e Sara Imbriani (st.7) (italiano).
- Clover Ewing: ha i capelli biondi corti, occhi azzurri e indossa una tuta rossa in missione. È dipendente dallo shopping, ama i ragazzi ed è molto attenta alla moda. Si preoccupa più del suo aspetto che del lavoro e cerca sempre di migliorare la sua vita sociale, il suo guardaroba e la sua popolarità, invece di portare a termine le missioni. Si trova sempre in competizione con Mandy, che considera la sua rivale numero uno. Clover conosce comunque l'importanza dell'amicizia e del lavoro di squadra, dimostrandosi preoccupata per le sue amiche. Essendo lo stereotipo della tipica ragazza americana, Clover parla con un forte accento. Tuttavi discende da Enrico Fermi, scienziato italiano che diede un importante contributo nella creazione della bomba atomica.  Nel corso della serie, è spesso vittima di rapimenti da parte di criminali falliti che il più delle volte le chiedono di sposarli, finendo col fare il ruolo della damigella in pericolo, a volte anche lei rimane vittima dei lavaggi del cervello. È la ragazza più alla moda del liceo di Beverly Hills e in seguito dell'università di Malibu. Adora il cioccolato ed è allergica alle giunchiglie. Conoscerà l'affascinante Blaine nella quinta stagione, con il quale si fidanzerà. Doppiata da Fily Keita (francese), Andrea Baker (inglese), Laura Brambilla e Serena Sigismondo (st.7) (italiano).
- Alexandra "Alex" Casoy: ha i capelli neri corti, occhi castano chiaro e pelle scura. Indossa una tuta gialla durante le missioni. È per metà Nativa Americana da parte di madre. È la più giovane delle tre ragazze. Le piace indossare abiti in stile cinese (indossa spesso il cheongsam per le occasioni speciali). Migliore amica di Sam, è affettuosa e non ha paura di mostrare i suoi sentimenti. È interessata agli sport e in particolare all'atletica, ma condivide anche alcuni interessi delle sue amiche come la moda, a volte fino a raggiungere gli stessi livelli estremi di Clover. È anche la più ingenua e la più distratta del gruppo. Adora i videogiochi e la fantascienza, mangiare la pizza e ama gli animali. Possiede un maiale domestico di nome Oinkie. Nella quinta stagione conosce vari ragazzi, tra cui anche Virgil, che diventa successivamente il suo fidanzato. Doppiata da Céline Mauge (francese), Katie Leigh (s.1-2, inglese), Katie Griffin (s.3-6, inglese), Emanuela Pacotto  e Annalisa Usai (st.7) (italiano).
- Gerald "Jerry" Lewis: è il fondatore e amministratore della WOOHP, un uomo sui 60 anni, molto serio, calmo e intelligente. È lui a fornire i mezzi di trasporto alle ragazze dal quartier generale, informarle sulle missioni, distribuire loro i gadget. Talvolta fornisce supporto alle ragazze durante le loro missioni attraverso informazioni o venendo coinvolto direttamente nell'azione. Ha anche problemi a tenere nascosta la sua identità di spia alla madre, che appare raramente nella serie o viene solo menzionata. Nonostante l'età Jerry è un uomo abile sia nel combattimento che con le armi, probabilmente il migliore in assoluto della WOOHP. Ha un fratello gemello di nome Terence Lewis, il quale però è cattivo e vuole vendicarsi di lui come altri criminali falliti della serie. Doppiato da Jean-Claude Donda (francese), Jess Harnell (s.1-2, inglese), Adrian Truss (s.3-6, inglese), Federico Danti  e Ambrogio Colombo (st.7) (italiano).
- Terence Lewis: fratello gemello maligno di Jerry, addestra le ragazze in modo che possano diventare super spie. All'inizio, Terence era solo un amministratore, ma ben presto si volta contro di loro. Il suo motivo di fondo è che è stato tradito da suo fratello mentre copiavano le risposte degli altri durante un esame. In seguito a quell'evento si è fatto alterare chirurgicamente il viso e la voce in modo da non assomigliargli. Nella quarta stagione fonda un'organizzazione chiamata Lega Anonima Militanti di Ostruzionismo Spie (LAMOS), composta da alcuni supercriminali precedentemente catturati dalla WOOHP. L'associazione viene presto smantellata da Jerry e gli agenti della WOOHP, e lui viene messo in carcere. Doppiato da Jean-Claude Donda (francese), Vittorio Bestoso (italiano).
- Mandy: è la rivale a scuola di Sam, Clover e Alex. Ha lunghi capelli neri e occhi viola, ha una voce alta e stridula, con una risata nasale. La rivalità tra Clover e lei è la più evidente, poiché competono spesso per i ragazzi, la popolarità e la moda; col suo modo di fare riesce sempre a infastidire, anche usando mezzi disonesti, ma fallisce. È conosciuta per avere anche un fanclub chiamato MIG (Mandy Is Great, Mandy è grande), al quale Clover si era iscritta non sapendo che si trattasse di un fanclub tutto suo. Alla fine riesce a scoprire il segreto della rivale, intrufolandosi nella sede della WOOHP e, dopo essere stata inserita da Jerry nel gruppo, partecipa alla missione La caffetteria sospetta. Tuttavia, al termine del salvataggio di Sam, esausta, decide di voler dimenticare tutto e di non voler più partecipare ad altre missioni. Nella settima stagione, tuttavia, ricorda tutto il suo passato da spia di quella missione e minaccia Jerry per avere il reintegro nell'agenzia. Doppiata da Céline Mauge (francese), Renata Bertolas e Luisa D'Aprile (st.7) (italiano).
- Caitlin e Dominique: sono le migliori amiche di Mandy e la aiutano spesso ad intralciare Sam, Clover ed Alex. Caitlin ha lunghi capelli ricci neri ed occhi verdi chiari, mentre Dominique ha corti capelli corti rossi ed occhi blu. Appaiono per l'ultima volta nell'episodio Diploma da incubo della quinta stagione. Doppiate da Giuliana Atepi (Caitlin) e Loretta Di Pisa (Dominique)
- David: è il ragazzo più attraente della scuola, oggetto di interesse di tutte e tre le protagoniste, oltre che della loro rivale Mandy. Anche se prova a nasconderlo, è attratto da Samantha, per la quale prova qualcosa di più di una semplice amicizia. Ama le arti, la poesia, la pittura e suona la chitarra; ha anche una passione per la natura e la storia. Doppiato da Maël Davan-Soulas (1ª stagione), Donald Reignoux (2ª stagione+, francese), Patrizio Prata (italiano).
- Arnold: è un compagno di classe delle ragazze, un ragazzo molto intelligente ma non molto popolare a scuola. In alcuni episodi si comporta come un seguace di Mandy, mentre in altri viene preso in giro e deriso da lei. Arnold è un ammiratore segreto di Samantha nonostante ami anche Alexandra e Clover. Doppiato da Vincent Ropion (1ª stagione), Donald Reignoux (2ª stagione+, francese), Patrizio Prata (1ª stagione) e Davide Garbolino (2ª stagione+, italiano).
- Dean: è un agente della WOOHP. Appare per la prima volta nell'episodio della terza stagione La promozione come loro allenatore e nella quarta stagione nell'episodio La crociera dei déjà vu in cui aiuta Jerry nella preparazione dell'esame da super-spie. Le ragazze si sono sempre dimostrate interessate a Dean ed è l'unico ragazzo che riesce a resistere al fascino di Clover. È uno dei due soli maschi nella WOOHP, oltre a Jerry. Torna nella quinta serie dove lo si vede lavorare nel laboratorio di creazione dei gadget della WOOHP e nel finale di stagione. Doppiato da Billy Crawford (francese), Simone D'Andrea (italiano).
- Blaine: appare per la prima volta all'inizio della quinta stagione. È il capitano della squadra di beach volley della Mali-U. I suoi interessi sono simili a quelli di Clover, a cui chiede di uscire quasi all'istante. Negli episodi successivi si scopre che è stato mandato da Geraldine Husk per uccidere Clover, facendogli credere che fosse una spia malvagia. Quando lo scopre, Geraldine sfrutta Blaine e lo usa come esca per catturare ed eliminare Clover. In seguito alla cattura di Geraldine, Blaine decide di diventare un agente segreto per la WOOHP e viene assegnato alla divisione in Australia, a cui in seguito si unirà anche Britney come partner. Tornerá per un episodio della sesta stagione, in cui si scopre che dopo aver rotto con Clover ha frequentato Mandy per un periodo, e che ha chiuso con le ragazze di Los Angeles perché sono "fin troppo esigenti". Doppiato da Charles Pestel (francese), Renato Novara (italiano).
- G.L.A.D.I.S.: "Sistema Interattivo di Distribuzione e Prestito dei Gadget" (in originale "Gadget Lending And Distribution Interactive System"), abbreviato G.L.A.D.I.S., è il computer centrale della WOOHP. È molto orgogliosa del suo titolo e spesso si rifiuta di svolgere compiti che lei definisce al di sotto delle sue capacità. In seguito sviluppa una propria personalità, esprimendo le proprie opinioni e disobbedendo deliberatamente agli ordini di Jerry. Svolge spesso un ruolo materno per le ragazze, consegnando loro altri gadget affinché siano al sicuro. Ha una forma oblunga dotata di telecamera e bottoni colorati e dispone di un paio di braccia robotiche con cui svolge le sue mansioni, tra cui la distribuzione di gadget. Viene introdotta nel primo episodio della terza stagione come dispositivo di prestito dei gadget. Parla con una voce femminile e ha una mente tutta sua, talvolta sostiene di essere lei il capo della WOOHP. Nell'episodio 2 della quinta stagione Jerry rivela di averla spedita al centro di riciclaggio della WOOHP a causa del suo cattivo atteggiamento. Doppiata da Laura Préjean (francese), Rosa Leo Servidio (italiano).
- Britney Akiwara: è una spia che ha fatto parte del gruppo delle protagoniste spie della WOOHP. Ha lunghi capelli blu scuro, occhi viola e nelle missioni indossa una tuta azzurra. Appare per la prima volta nell'episodio 19 della seconda stagione, dove entra a far parte della squadra, ma viene presto assegnata ad un'altra succursale WOOHP. Ritorna nell'episodio 12 della terza stagione quando il suo aeroplano resta bloccato sull'isola-prigione dell'agenzia dove i criminali più feroci erano liberi e pronti a darle la caccia, ma viene salvata dal trio di spie. Torna nuovamente nell'episodio 11 della quinta stagione dove rimane bloccata in una simulazione di allenamento della WOOHP e resta all'università di Malibù assieme alle ragazze per i due episodi successivi, fino a quando non viene assegnata alla filiale australiana della WOOHP con Blaine, per il quale prende una cotta. Riappare infine nel doppio episodio finale della quinta stagione. Doppiata da Edwige Lemoine (1ª stagione), Kelly Marot (2ª stagione+), Alexandra Garijo (3ª stagione+, francese), Elisabetta Spinelli e Francesca Bielli (italiano).
- Mindy: è la cugina materna di Mandy. Ha i capelli biondi lunghi fino alle spalle, occhi verdi e la pelle abbronzata. Il suo caratteraccio è tale e quale a quello della cugina ed insieme a lei cercherà di mettere i bastoni tra le ruote alle tre spie per tutta la quinta stagione, fallendo ogni volta. Non sarà più presente a partire dalla sesta stagione. Doppiata da Edwige Lemoine (francese), Beatrice Caggiula (italiano).
- Zerlina Lewis (stagione 7): è la figlia di Jerry e il nuovo capo della WOOHP dopo il ritiro del padre. Doppiata da Dèborah Claude (francese), Mattea Serpelloni (italiano).
- Toby (stagione 7): geek tecnologico e assistente personale di Zerlina. Doppiato da Gautier Battoue (francese), Ezedinne Ben Nekissa (italiano).

### La WOOHP
L'Organizzazione Mondiale per la Protezione Umana (in originale "World Organization of Human Protection", acronimo W.O.O.H.P.) è un'associazione di spionaggio, fondata da Jerry intorno agli anni settanta, con quartier generale a Beverly Hills e uffici in ogni stato del mondo; scopo dell'associazione è dare la caccia ai criminali di tutto il mondo che agiscono a danno della comunità internazionale. Essendo un'organizzazione di servizi segreti non può farsi scoprire da nessuno. Presso questa organizzazione lavorano le protagoniste del cartone Sam, Alex e Clover, insieme a Blaine, Dean e Britney che di tanto in tanto le aiutano nelle loro missioni. Ha un'associazione affiliata, l'Organizzazione Mondiale per la Protezione Animale ("World Organization Of Animal Protection", acronimo WOOAP), che si occupa di proteggere gli animali di tutto il mondo.

### La LAMOS
La Lega Anonima Militanti di Ostruzionismo Spie (in originale "League Aiming to Menace and Overthrow Spies", acronimo L.A.M.O.S.) è un'organizzazione di supercriminali fondata dal gemello malvagio di Jerry, Terrence, per distruggere gli agenti segreti della WOOHP. I suoi membri sono Tim Scam, Myrna Beesbottom, Helga Von Guggen e Boogie Gus ed il suo quartier generale è collocato in un sottomarino giallo. L'associazione viene sciolta nell'episodio 19 della quarta stagione L'amnesia, quando tutti i suoi componenti vengono battuti e arrestati.  

## Produzione
La serie è stata concepita nel periodo della crescente popolarità delle girl band e delle artiste musicali femminili. David Michel e Vincent Chalvon-Demersay, volendo capitalizzare sulla nicchia, cominciarono a sviluppare l'idea della serie, che entrò poi in produzione nell'anno successivo. Michel ha dichiarato che lo stile di disegno è stato influenzato dall'animazione giapponese. La società di produzione, Marathon Media, aveva intenzione di pubblicizzare la serie tramite la formazione di una girlband, utilizzando il talk show tedesco Arabella come mezzo per trovare i 3 membri richiesti. Una giuria ha infatti selezionato 20 video demo da cui sono poi state estratte le vincitrici. Dopo la creazione della band, un singolo di esordio è stato rilasciato nella primavera 2002 da EMI Records. Era in programma un album di debutto, ma in seguito il progetto della band fu accantonato. La serie è stata, tuttavia, pubblicizzata tramite altro merchandising. Nella primavera del 2001 fu annunciato che la serie avrebbe debuttato negli Stati Uniti quello stesso autunno su ABC Family, e che avrebbe esordito in Europa nell'anno seguente. Fox Kids Europe ha acquistato i diritti per il merchandising della serie in Europa nel luglio 2001, eccetto per le nazioni germanofone.
Il 26 agosto 2011 è stato annunciato che sarebbe stata prodotta una sesta stagione, che ha debuttato in Francia il 4 settembre 2013, per poi concludersi il 3 ottobre dello stesso anno. La stagione è stata pubblicizzata con un evento speciale alla reggia di Versailles durante l'estate 2013 dove sono stati organizzati giochi interattivi, una visita tematica ed una visione in anteprima del doppio episodio speciale Missione a Parigi.
Nel gennaio 2022 viene annunciata la produzione della settima stagione, inizialmente intitolata Totally Spies! Woohp World, in onda da maggio 2024, prodotta da Banijay Kids & Family Studio per Gulli e Discovery Kids. Nell'aprile 2023 è stato annunciato che la Warner Bros. Discovery ha acquistato i diritti per distribuire la stagione nella regione EMEA e negli Stati Uniti tramite Cartoon Network e Max.
A seguito del successo della prima puntata della settima stagione, la serie viene rinnovata, lo stesso giorno, per l'ottava stagione.

## Episodi
| Stagione         | Episodi | Prima TV originale | Prima TV italiana |
| ---------------- | ------- | ------------------ | ----------------- |
| Prima stagione   | 26      | 2001 - 2002        | 2003              |
| Seconda stagione | 26      | 2003 - 2004        | 2004              |
| Terza stagione   | 26      | 2004 - 2005        | 2006              |
| Quarta stagione  | 26      | 2006 - 2007        | 2007              |
| Quinta stagione  | 26      | 2010               | 2014              |
| Sesta stagione   | 26      | 2013               | 2015              |
| Settima stagione | 26      | 2024               | 2024              |

## Altri media
La serie è oggetto di una trasposizione in formato cartaceo (realizzata dalla casa editrice Edizioni Cioè) alla quale partecipa come disegnatore l'italiano Marco Albiero.
A partire dal 2004 sono stati inoltre prodotti numerosi videogiochi ispirati alla serie, disponibili sulle più variegate piattaforme come telefoni, PC e console.
Una serie TV live-action, prodotta da Gloria Sanchez Production, Banijay Kids & Family e Amazon MGM Studios, è in fase di sviluppo presso Amazon Prime Video e debutterà nel 2025.

## Film
Il 22 luglio 2009 è uscita in Francia una pellicola cinematografica basata sulla serie. Il film racconta le origini delle Totally Spies con il loro reclutamento da parte della WOOHP ed un'avventura contro dei misteriosi avversari che operano su una stazione orbitante. Durante la sua prima settimana nelle sale francesi, la pellicola ha incassato 571.695 dollari, classificandosi nona in classifica al botteghino. Complessivamente, il film ha guadagnato 1.186.742 dollari in Francia e 128.897 in Turchia, per un totale di 1.315.639 dollari.
La versione originale francese si avvale della partecipazione del noto stilista Karl Lagerfeld come doppiatore dell'antagonista Fabu.
In italiano il film è stato mandato in onda il 25 dicembre 2010 alle 20:30 su DeA Super! e distribuito in DVD e Blu-ray Disc dal 6 dicembre 2011 da Cecchi Gori. La prima TV in chiaro è avvenuta a spezzoni di 22 minuti su Super! il 18, 19 e il 20 marzo 2012.

## Sigle italiane
Nella trasmissione su Italia 1, Boing e Cartoon Network sono state utilizzate due sigle:
- La prima intitolata Che magnifiche spie!, testo di Alessandra Valeri Manera, musica di Giorgio Vanni e arrangiamento di Max Longhi, è interpretata da Cristina D'Avena con la partecipazione dei Piccoli Cantori di Milano ed è stata utilizzata dal 2003 al 2004. È stata utilizzata anche su Disney Channel.

- La seconda, intitolata Totally Spies!, testo di Graziella Caliandro (Nuvola) e musica di Massimo Senzioni, è interpretata da YAGO e Missbit ed è stata utilizzata dal 2006 al 2007.

Per la trasmissione su Super!, Pop e Cartoonito, sono state lasciate le sigle originali.

## Diffusione
Ecco la tabella della trasmissione nel mondo del cartone animato.
| Paese                               | Canali televisivi                                                                           |
| ----------------------------------- | ------------------------------------------------------------------------------------------- |
| Francia                             | TF1, Fox Kids, Jetix, Disney XD, Disney Channel, Boing, Gulli, Canal J                      |
| Stati Uniti                         | ABC Family, Cartoon Network, Universal Kids                                                 |
| Argentina Messico Brasile           | Fox Kids, Jetix, Cartoon Network, Rede Globo, SBT, Canal 5, Teletica, TVN, Boomerang, Gulli |
| Romania                             | ProSieben, Fox Kids, Jetix, Disney Channel, Nickelodeon                                     |
| Germania                            | ProSieben, Fox Kids, Jetix, Kabel eins, Super RTL, Disney XD, Disney Channel, Nickelodeon   |
| Regno Unito                         | CBBC, Pop UK, Channel 4                                                                     |
| Polonia                             | Fox Kids, Jetix, Disney XD, Disney Channel, Nickelodeon                                     |
| Svizzera                            | SRF zwei                                                                                    |
| Paesi Bassi                         | Fox Kids, Jetix, Disney XD, Disney Channel, Nickelodeon, Nicktoons                          |
| Italia                              | Italia 1, Fox Kids, Jetix, Boing, Disney Channel, Super!, Pop, Cartoonito, Cartoon Network  |
| Russia                              | Fox Kids, Jetix, Disney Channel, Nickelodeon, TNT, Gulli Girl                               |
| Austria                             | ORF 1, Kids tv, Nickelodeon                                                                 |
| Spagna                              | Canal Sur 2, Jetix, Disney Channel                                                          |
| Portogallo                          | RTP1, RTP2, Disney Channel, Canal Panda                                                     |
| Danimarca Finlandia Norvegia Svezia | Jetix, Disney Channel                                                                       |
| Slovenia                            | POP TV                                                                                      |
| Croazia                             | Kids Network                                                                                |
| Grecia                              | Alter Channel                                                                               |

## Spin-off
Il 15 marzo 2009 ha esordito in Francia su TF1 lo spin-off The Amazing Spiez!, con protagonisti dei ragazzi delle scuole medie. Lo show è continuato fino al 25 maggio 2012 per un totale di 52 episodi ripartiti su 2 stagioni.
In Italia la serie è andata in onda in prima visione assoluta su DeA Kids a partire dall'11 gennaio 2010, mentre in chiaro è stata trasmessa a partire dall'agosto 2012 su Super!.

## Curiosità
- Nell'episodio Missione sulla neve, quattordicesimo della quinta stagione, per alcuni minuti abbiamo la presenza di Martin Mystère, al quale le spie invidiano i suoi gadget tecnologici forniti da M.O.M.